# Global Scenario Group
De Global Scenario Group (GSG) was een team van wetenschappers die zich richtte op het milieu, voorgezeten door Paul Raskin, die scenariostudie gebruikte om toekomstige richtingen van mondiale ontwikkelingen te analyseren, gelet op tendensen en crises in het milieu. Sinds haar oprichting door het Tellus Institute en het Stockholm Environment Institute in 1995, baseert de GSG haar scenario's op kwanitatieve sociaal, economisch en milieu-gerelateerd onderzoek van verschillende wereldstreken.

## Scenario's
In 2002 presenteerde de GSG formeel haar scenario aanpak in een essay met de titel Great Transition: The Promise and Lure of the Times Ahead . In dit essay, geven de Great Transition wetenschappers de indicatie dat onze beschaving een keerpunt nadert, waarin verschillende waarden op het gebied van het milieu, menselijk welzijn en global justice zouden kunnen leiden tot verschillende scenario's van toekomstige veranderingen. Er worden drie klassen van scenario's aan de orde gesteld – Conventionele Werelden, Barbarisering, en de Grote Omslag.

### Conventionele Werelden
De Conventionele Werelden scenario's voorspellen een toekomst die zich ontvouwt zonder grote veranderingen en binnen de reikwijdte van onze huidige waarden. De krachten van de markt, nieuwe technologieën, en beleidsbijstellingen weten de druk van milieu uitdagingen te weerstaan als ze opkomen.

### Barbarisering
Instoring: De wereld zakt af in conflicten en onderuitgang.
De Wereld als een Fort: Met het oog op klimaatinstorting, trekt de internationale elite zich terug om enclaves te beschermen waar ze hun overgebleven natuurlijke grondstoffen behouden en hun belangen beschermen. Buiten deze enclaves doorstaat het overgebleven deel van onze beschaving armoede en achteruitgang.

### De Grote Omslag
De grote omslag scenario's voorzien praktische, plausibele oplossing om sociale, economische en milieu-gerelateerde uitdagingen tegen te gaan, die erger en erger zullen worden door de tijd heen. De toekomst van de grote omslag is meer dan alleen het herzien van de markt en van beleidsontwikkelingen. Het is een beeld van de toekomst waarin fundamentele maatschappelijke waarden veranderen - materialisme en zelfbelang nemen af en worden vervangen door nieuwe ideeën van het goede leven, inclusief menselijke solidariteit en duurzame klimaatsontwikkeling. Het potentiaal van de Grote Omslag is verbonden aan de opkomst van een wereldwijde beweging van burgers om te ijveren voor nieuwe waarden om de nieuwe samenleving mee te onderbouwen.

## Toepassing van de GSG analyse
Dit scenario raamwerk vormt de ruggengraat van verscheidene wereldwijde, regionale en nationale scenario bepalingen en is ook aangepast voor het Milieuprogramma van de Verenigde Naties (UNEP), ook wel het Global Environment Initiative genoemd. De GSG groep zelf is doorgegaan onder de naam Great Transition Initiative. Ook het Intergovernmental Panel on Climate Change (IPCC) heeft haar klimaatsschattingen gebaseerd op de analyse van de GSG.